# Kim Hyok-chol
Kim Hyok-chol (en hangul, 김혁철; n. 1971) es un diplomático norcoreano. Kim ha sido el primer embajador de la República Democrática Popular de Corea en el Reino de España desde que ambos países adoptasen relaciones bilaterales en 2013; sin embargo, fue expulsado del país y nombrado persona non grata en 2017 como respuesta del gobierno español al relanzamiento del programa nuclear norcoreano.

## Primeros años
Kim Hyok-chol nació en Pyongyang, capital de Corea del Norte en 1971. Estudió francés en la Universidad de Estudios Extranjeros de Pyongyang.

## Carrera diplomática
Kim fue nombrado embajador para Etiopía en la embajada norcoreana de Adís Abeba en el año 2000. En 2011, su área de trabajo se extendió añadiendo Sudán del Sur, formando un consulado en Yuba.
El 1 de octubre de 2013, Kim se convirtió en el primer embajador norcoreano en España cuando el régimen de Kim Jong-un abrió una embajada en Madrid, capital de España. El 18 de septiembre de 2017, durante el Gobierno de Mariano Rajoy fue declarado persona non grata y expulsado como respuesta a los ensayos nucleares realizada por Corea del Norte. La embajada de Madrid quedó a cargo del agregado, Yun Yuk So. La embajada sufrió un asalto el 22 de febrero de 2019, poco antes de la cumbre de Hanói.
Durante su etapa como embajador en España, el Centro Nacional de Inteligencia (CNI) lo catalogó de espía y así lo transmitió a Ministerio de Asuntos Exteriores español. El gobierno español llegó a recibir avisos de la Agencia Central de Inteligencia (CIA) sobre Kim Hyok-chol sobre su búsqueda de bases secretas de países aliados de Estados Unidos.
Reemplazo a Choe Son-hui, viceministro de exteriores, en el puesto de jefe negociador de Corea del Norte sobre el programa nuclear en febrero de 2019. Kim participó en la cumbre de Hanói del 27 y 28 de febrero que fue interrumpida prematuramente, aunque sí tuvo tiempo de encontrarse con su homólogo estadounidense, Stephen E. Biegun
En mayo de 2019, el periódico surcoreano Chosun Ilbo, informó «citando una fuente anónima sin contrastar» que debido al fallo en la cumbre de Hanói, Kim Hyok-chol y otros cuatro oficiales habían sido presuntamente ejecutados en el mes de marzo. En la misma nota se decía que otros participantes, entre los que se incluía Kim Yong-chol, fueron presuntamente enviados a campos de reeducación. A comienzos de junio de 2019, medios de comunicación estatales de Corea del Norte publicaros una foto de Kim Yong-chol en un evento público junto a Kim Jong-un, por lo que la CNN, basándose en varias fuentes, confirmo que Kim Hyok-chol estaba vivo y bajo investigación.